# مو ميورا
مو ميورا (باليابانية: 三浦萌؛ بالكانا: みうら もえ) هي عارضة ومغنية وممثلة يابانية، ولدت في 16 ديسمبر 1992 في فوكوشيما في اليابان.

## وصلات خارجية
- مو ميورا على موقع IMDb (الإنجليزية)
- مو ميورا على موقع ميوزك برينز (الإنجليزية)
- مو ميورا على موقع قاعدة بيانات الفيلم (الإنجليزية)